# Truus van Aalten

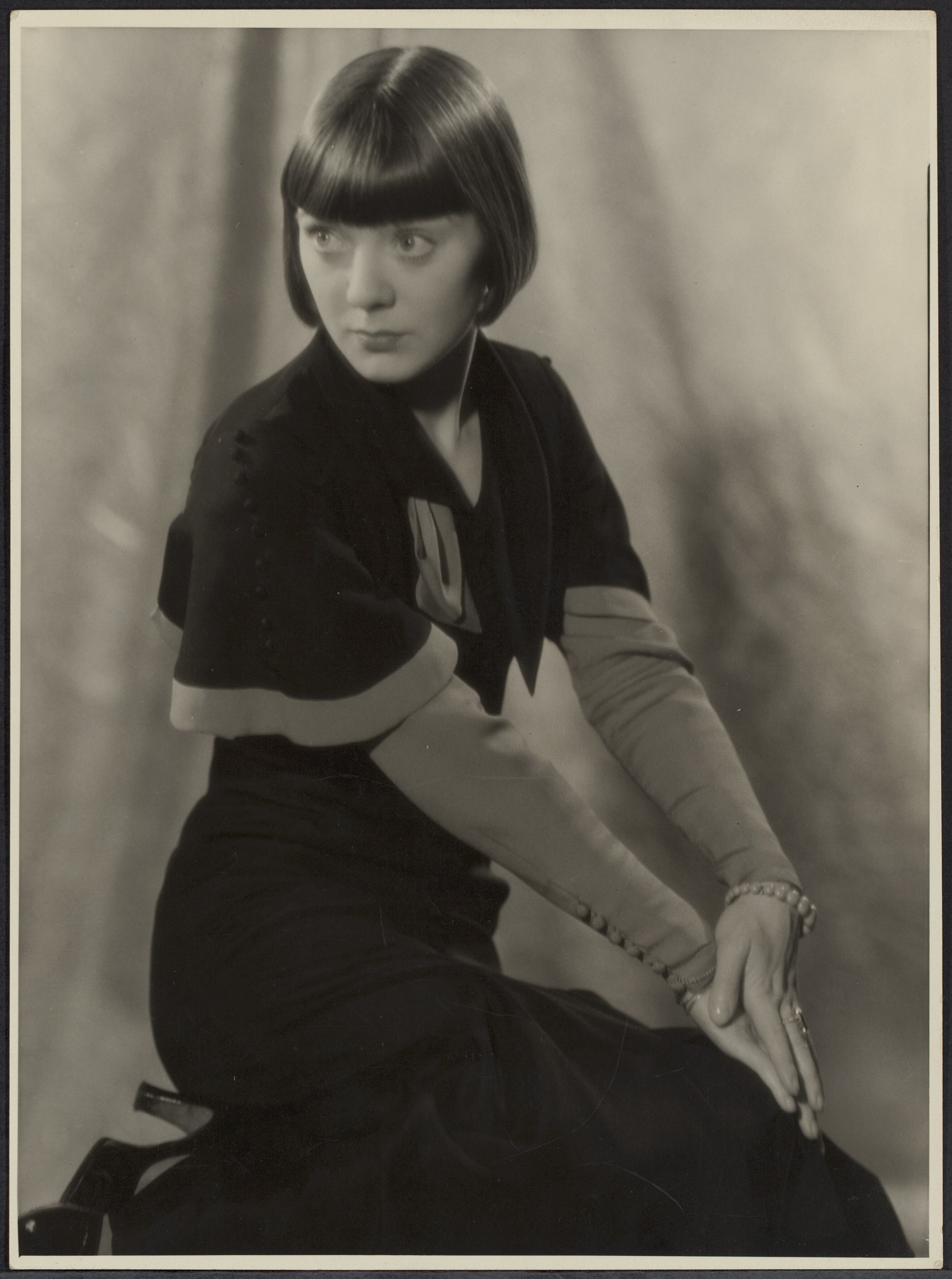
Truus van Aalten, Fotografie von Alexander Binder

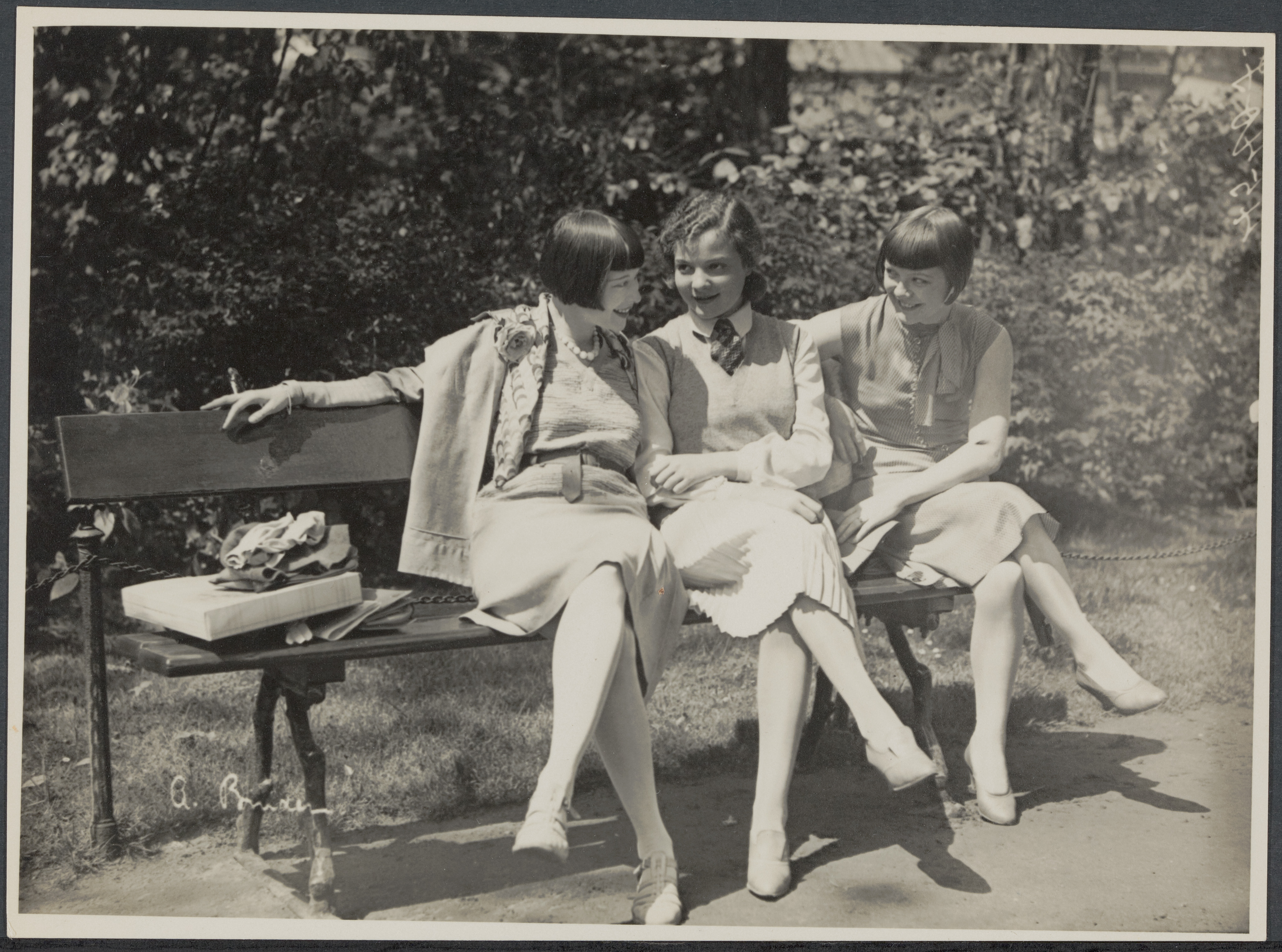
Truus van Aalten mit anderen Damen, Fotografie von Alexander Binder

Truus van Aalten (* 2. August 1910 in Arnheim; † 27. Juni 1999 in Warmond; bürgerlich Geertruida Everdina Wilhelmina van Aalten) war eine niederländische Schauspielerin. Sie war in den 1920er und 1930er eine der populärsten Darstellerinnen des deutschen Films.

## Leben
Van Aalten wurde als Tochter eines Drogisten geboren. Nach ihrer Schulausbildung arbeitete sie zunächst als Hutmacherin und begann später beim Modehaus Peek & Cloppenburg in Amsterdam eine Ausbildung zur Verkäuferin.
Als Gewinnerin einer internationalen Ausschreibung der Berliner UFA, die für den Spielfilm Die sieben Töchter der Frau Gyurkovics sieben junge Frauenrollen besetzen musste, kam van Aalten 1926 nach Berlin. Nach Abschluss der Dreharbeiten entschied sie sich, in der deutschen Hauptstadt zu bleiben und erhielt von der UFA einen Eineinhalbjahresvertrag.

## Karriere
Dank ihres humoristischen Talents stieg van Aalten schnell zu einem Liebling des Publikums auf. Den Übergang vom Stummfilm zum Tonfilm bewältigte sie 1930 trotz ihrer ausländischen Herkunft in zahlreichen Rollen, aber schon in den nächsten beiden Jahren erschien nur je ein abendfüllender Spielfilm mit ihr. Mit der Machtübernahme durch die Nationalsozialisten wurde es für sie noch schwieriger, Engagements zu bekommen. Zudem entwuchs sie langsam der Rolle des drolligen Mädchens. 1934 entstand in Österreich unter der Regie von Georg Jacoby der Spielfilm G'schichten aus dem Wienerwald. Im gleichen Jahr spielte sie in ihrem Heimatland die Hauptrolle in dem Film Het Meisje met den blauwen hoed, ihre einzige Rolle in ihrer Muttersprache. Weitere Rollenangebote blieben aus. Sie trat 1935 der Reichsfilmkammer bei, wurde aber am 6. März 1939 ausgeschlossen, weil sie länger als ein Jahr dauernd im Ausland war. Kurz danach wurde ihr während eines Urlaubs bei Freunden in Berlin eine kleine Rolle in Fritz Peter Buchs Ein ganzer Kerl angeboten. Dies blieb ihr letzter Film.
Im Herbst 1940 kehrte van Aalten in die von den Deutschen besetzten Niederlande zurück. Nach Kriegsende versuchte sie, in ihrem Heimatland und im benachbarten Großbritannien ihre Filmkarriere fortzusetzen, jedoch ohne Erfolg. In der Folge gründete sie 1954 in Voorhout ein erfolgreiches Unternehmen für den Import und Export von Souvenirartikeln. Zehn Jahre später heiratete sie.
Truus van Aalten starb am 27. Juni 1999 im Alter von 88 Jahren in einer psychiatrischen Klinik in Warmond, wo sie die letzten beiden Jahre ihres Lebens in geistiger Umnachtung verbracht hatte.

## Filmografie
| Stummfilme - 1926: Die sieben Töchter der Frau Gyurkovics - 1927: Die selige Exzellenz - 1927: Gustav Mond … Du gehst so stille - 1928: Die geheime Macht - 1928: Sechs Mädchen suchen Nachtquartier - 1928: Das Spreewaldmädel - 1928: Leontines Ehemänner - 1928: Der moderne Casanova - 1929: Oh Mädchen, mein Mädchen, wie lieb' ich Dich! - 1929: Die lustigen Vagabunden - 1929: Jennys Bummel durch die Männer - 1929: Ich hab' mein Herz im Autobus verloren - 1929: Die fidele Herrenpartie - 1929: Der Sonderling | Tonfilme - 1930: Susanne macht Ordnung - 1930: Pension Schöller - 1930: Nur am Rhein - 1930: Liebling der Götter - 1931: Kasernenzauber - 1931: Kopfüber ins Glück - 1931: Der Bettelstudent - 1932: Hirsekorn greift ein - 1932: Teilnehmer antwortet nicht - 1933: Eine ideale Wohnung - 1934: G'schichten aus dem Wienerwald - 1934: Het meisje met de blauwe hoed - 1939: Ein ganzer Kerl |